# Larry Flynt

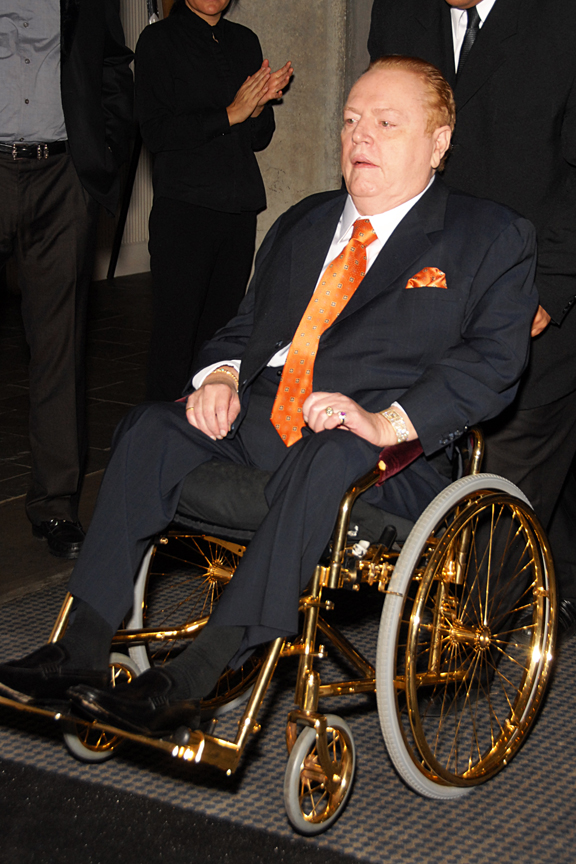
Larry Flynt na pozłacanym wózku inwalidzkim

Larry Claxton Flynt Jr. (ur. 1 listopada 1942 w Salyersville, zm. 10 lutego 2021 w Los Angeles) – amerykański wydawca, twórca pierwszego czasopisma pornograficznego „Hustler”, producent filmów pornograficznych i trzech kanałów telewizyjnych Hustler TV, prezes Larry Flynt Publications (LFP) oraz aktywista. W 1999 otrzymał branżową nagrodę AVN Award za specjalne osiągnięcia.
W latach 70. aktywnie walczył o wolność prasy, gwarantowaną przez 1. poprawkę do konstytucji USA, czym przysporzył sobie wielu wrogów.

## Życiorys

### Wczesne lata
Urodził się w Salyersville w stanie Kentucky jako syn Edith (z domu Arnett; 1925–1982) i Larry’ego Claxtona Flynta (1919–2005), który był dzierżawcą i weteranem II wojny światowej. Jego rodzina miała pochodzenie angielskie, szkockie, irlandzkie, niemieckie i walijskie. Miał siostrę Judy (ur. 1947, zm. w 1951 na białaczkę mając 5 lat) i brata Jimmy’ego Raya Flynta (ur. 1948). Uczęszczał do Salyersville High School (obecnie Magoffin County High School). Jego matka rozwiodła się z ojcem alkoholikiem, gdy Flynt miał 10 lat, i przeniosła się wraz z synami do Hamlet w Indianie. W 1958 uciekł z domu w wieku 16 lat i zaciągnął się do United States Army. Zwolniony rok później, podjął dorywcze prace jako zbieracz na farmie, zmywacz do naczyń i robotnik fizyczny. Przeniósł się do Dayton w Ohio, zaciągnął się do United States Navy w lipcu 1960 i pracował jako operator radaru na USS Enterprise do października 1964.

### Kariera
Na początku 1965 Flynt wziął 1800 dolarów ze swoich oszczędności i kupił bar w Dayton. W 1968, z pomocą swojego brata, a później swojej dziewczyny, otworzył Hustler Clubs ze striptizem w Akron, Cleveland, Columbus, Cincinnati i Toledo. W 1974 zaczął publikować magazyn „Hustler”. Na początku lat 70. jego jedyną poważną konkurencją były magazyny „Playboy” i „Penthouse”, które obok zdjęć zawierały teksty dotyczące polityki i biznesu. Później zaczął wydawać podobny, „Chic”, ale przeznaczony dla kobiet.
W sierpniu 1975 w „Hustlerze” opublikowano zdjęcia nagiej byłej amerykańskiej pierwszej damy Jacqueline Kennedy Onasis.
W 1996 powstał film oparty na jego biografii – Skandalista Larry Flynt, wyreżyserowany przez Miloša Formana. Główną postać zagrał Woody Harrelson. Sam Flynt również wystąpił: w roli sędziego, który paradoksalnie jest  przeciwnikiem pornografii.
W 2003 bezskutecznie ubiegał się o stanowisko gubernatora stanu Kalifornia, zajął 7. miejsce w stawce 135 kandydatów z 0,2% głosów.
Był właścicielem kasyna Hustler Casino w Los Angeles i wydawał magazyn pornograficzny „Barely Legal”.
W 2008 wydał autobiografię An Unseemly Man: My Life as a Pornographer, Pundit, and Social Outcast.

## Życie prywatne
Flynt był pięć razy żonaty. Od 1961 do 2 czerwca 1962 jego żoną była Mary. W latach 1963–1966 tworzył związek małżeński z Peggy Mathis, z którą miał syna Larry’ego Claxtona III. W grudniu 1968 poślubił Kathleen Marie „Kathy” Barr Carter, a 22 listopada 1971 doszło do rozwodu. Romansował z modelką erotyczną Suze Randall. 21 sierpnia 1976 ożenił się z Altheą Leasure, która zmarła 27 czerwca 1987 w wieku 33 lat, przyczynę śmierci wymieniono jako utonięcie; zemdlała z przedawkowania narkotyków (była uzależniona od heroiny) i utopiła się w wannie, w chwili śmierci była w zaawansowanym stadium AIDS. Od 20 czerwca 1998 jego piątą żoną była Elizabeth Berrios. Miał dwie córki – Teresę i Lisę (1966–2014). Flynt wyrzekł się swojej najstarszej córki Tonyai Flynt-Vega (ur. 1965), ponieważ została działaczką chrześcijańskiego ruchu przeciwko pornografii. W 1998 w swojej książce Hustled, Tonya oskarżyła go o wykorzystywanie jej seksualnie, gdy była dzieckiem. Flynt zaprzeczył jej zarzutom. Pozytywnie zdał test na wykrywaczu kłamstw. Mieszkał w Santa Monica. 
W 1977 przez rok był powiązany ze wspólnotą ewangelikalną, nawrócony przez siostrę prezydenta Jimmy’ego Cartera, Ruth Carter Stapleton. Później ogłosił się ateistą.
W 1978 został postrzelony przez Josepha Paula Franklina, seryjnego mordercę, rasistowskiego aktywistę i członka Ku Klux Klanu, którego zdenerwowało opublikowane w „Hustlerze” zdjęcie aktu miłosnego białej kobiety i czarnego mężczyzny. W wyniku zamachu został sparaliżowany od pasa w dół.
Miał udar mózgu, spowodowany przedawkowaniem środków przeciwbólowych. W latach osiemdziesiątych XX w. zdiagnozowano u niego chorobę afektywną dwubiegunową.

### Śmierć
Zmarł 10 lutego 2021 we śnie w szpitalu w Los Angeles na niewydolność serca w wieku 78 lat.

## Nagrody
| Rok  | Nagroda                                 | Kategoria                                         |
| ---- | --------------------------------------- | ------------------------------------------------- |
| 1978 | Adult Film Association of America Award | Człowiek roku                                     |
| 1999 | AVN Award                               | Nagroda za specjalne osiągnięcia Adult Video News |
| 2001 | Hot d’Or                                | Aleja sław Hall of Fame                           |
| 2001 | Nightmoves Award                        | Krajowa nagroda za całokształt twórczości         |
| 2004 | XBIZ Award                              | Osiągnięcie całego życia                          |
| 2007 | Erotixxx Award                          | Europejska nagroda stylu życia dorosłych          |
| 2012 | XBIZ Award                              | Nagroda ikony branży                              |